# Queen's Club Championships 2023
Queen's Club Championships 2023 (còn được biết đến với cinch Championships vì lý do tài trợ) là một giải quần vợt nam chuyên nghiệp thi đấu trên mặt sân cỏ ngoài trời tại Queen's Club ở Luân Đôn, Vương quốc Liên hiệp Anh và Bắc Ireland từ ngày 19 đến ngày 25 tháng 6 năm 2023. Đây là lần thứ 120 giải đấu được tổ chức và là một phần của ATP Tour 500 trong ATP Tour 2023.

## Điểm và tiền thưởng

### Phân phối điểm
| Sự kiện | VĐ  | CK  | BK  | TK | Vòng 1/16 | Vòng 1/32 | Vòng 1/64 | Q  | Q2 | Q1 |
| Đơn     | 500 | 300 | 180 | 90 | 45        | 20        | 0         | 10 | 4  | 0  |
| Đôi     | 500 | 300 | 180 | 90 | 0         | —         | —         | 45 | 25 | 0  |

### Tiền thưởng
| Sự kiện | VĐ       | CK       | BK       | TK      | Vòng 1/16 | Vòng 1/32 | Q2     | Q1     |
| Đơn     | €477,795 | €220,800 | €117,715 | €60,145 | €32,105   | €17,120   | €8,775 | €4,925 |
| Đôi*    | €134,840 | €71,910  | €36,380  | €18,190 | €9,420    | €         | —      | —      |

*mỗi đội

## Nội dung đơn ATP

### Hạt giống
| Quốc gia | Tay vợt             | Xếp hạng1 | Hạt giống |
| -------- | ------------------- | --------- | --------- |
| ESP      | Carlos Alcaraz      | 2         | 1         |
| DEN      | Holger Rune         | 6         | 2         |
| USA      | Taylor Fritz        | 8         | 3         |
| USA      | Frances Tiafoe      | 12        | 4         |
| GBR      | Cameron Norrie      | 13        | 5         |
| ITA      | Lorenzo Musetti     | 17        | 6         |
| AUS      | Alex de Minaur      | 18        | 7         |
| ARG      | Francisco Cerúndolo | 20        | 8         |

- 1 Bảng xếp hạng vào ngày 12 tháng 6 năm 2023.[3][4]

### Vận động viên khác
Đặc cách: 
- Liam Broady
- Jan Choinski
- Ryan Peniston

Bảo toàn thứ hạng:
- Milos Raonic

Miễn đặc biệt:
- Jordan Thompson

Vượt qua vòng loại:
- Grigor Dimitrov
- Arthur Fils
- Mackenzie McDonald
- Tommy Paul

Thua cuộc may mắn:
- Alexei Popyrin
- Arthur Rinderknech
- J. J. Wolf

### Rút lui
- Matteo Berrettini → thay thế bởi  J. J. Wolf
- Marin Čilić → thay thế bởi  Emil Ruusuvuori
- Arthur Fils → thay thế bởi  Arthur Rinderknech
- Yoshihito Nishioka → thay thế bởi  Maxime Cressy
- Milos Raonic → thay thế bởi  Alexei Popyrin

## Nội dung đôi ATP

### Hạt giống
| Quốc gia | Tay vợt        | Quốc gia | Tay vợt         | Xếp hạng1 | Hạt giống |
| -------- | -------------- | -------- | --------------- | --------- | --------- |
| NED      | Wesley Koolhof | GBR      | Neal Skupski    | 4         | 1         |
| CRO      | Ivan Dodig     | USA      | Austin Krajicek | 5         | 2         |
| USA      | Rajeev Ram     | GBR      | Joe Salisbury   | 11        | 3         |
| MON      | Hugo Nys       | POL      | Jan Zieliński   | 21        | 4         |

- 1 Bảng xếp hạng vào ngày 12 tháng 6 năm 2023.

### Vận động viên khác
Đặc cách:
- Liam Broady /  Jonny O'Mara
- Julian Cash /  Luke Johnson

Vượt qua vòng loại:
- Yuki Bhambri /  Saketh Myneni

Thua cuộc may mắn:
- André Göransson /  Ben McLachlan

### Rút lui
- Andy Murray /  Cameron Norrie → thay thế bởi  André Göransson /  Ben McLachlan

## Nhà vô địch

### Đơn
- Carlos Alcaraz đánh bại  Alex de Minaur, 6–4, 6–4

### Đôi
- Ivan Dodig /  Austin Krajicek đánh bại  Taylor Fritz /  Jiří Lehečka, 6–4, 6–7(5–7), [10–3]